# Bandeira de Barcelona

A bandeira de Barcelona é um dos símbolos oficiais da cidade de Barcelona localizada na província homônima, que por sua vez faz parte da Comunidade Autônoma da Catalunha na Espanha, tendo sido adotada em 13 de abril de 2004, sendo, na verdade, uma recuperação do desenho estabelecido em Sessão Plenária do Conselho da cidade em 3 de maio de 1906.

## Descrição
Seu desenho consiste em um retângulo de proporção comprimento largura de 3:2 dividido em quatro partes iguais (quadrantes). Nos quadrantes superior esquerdo e infeior direito há uma Cruz de São Jorge (em catalão San Jordi) na cor vermelha em um fundo branco. Os braços da cruz correspondem a 1/8 do comprimento total da bandeira. Nos outros quadrantes, o superior direito e o inferior esquerdo, estão divididos em nove faixas verticais de igual largura, sendo que a largura de cada faixa vertical equivale a 1/18 do comprimento total da bandeira. Sua cores são vermelha (quatro) e ouro (cinco) intercaladas.